# Josef Theodor Groiss
Josef Theodor Groiss, auch Groiß, (* 14. Oktober 1933 in Nördlingen; † 11. März 2019) war ein deutscher Geologe, Paläontologe und Mikropaläontologe.
Groiss wurde 1960 Diplomgeologe und 1962 in München promoviert (Geologische und mikropaläontologische Untersuchungen im Juragebiet westlich von Neuburg an der Donau). Danach war er Assistent an der Universität Erlangen, wo er 1969 Privatdozent wurde und danach Professor.
Er veröffentlichte einen geologischen Führer zum Nördlinger Ries. Neben der Mikropaläontologie des fränkischen Jura veröffentlichte er auch über Großsäuger-Funde des Quartär, zum Beispiel aus der Moggaster Höhle bei Ebermannstadt in Oberfranken.

## Schriften
- mit Hellmut Haunschild und Arnold Zeiss: Das Ries und sein Vorland. (= Sammlung geologischer Führer. Band 92). Borntraeger, 2000, ISBN 3-443-15074-8.
- Feinstratigraphische, ökologische und zoogeographische Untersuchungen der Foraminiferen-Faunen im Oxford der Franken-Alb. (= Erlanger geolog. Abhandlungen. Heft 81). Habilitationsschrift. 1970, DNB 456812032.
- Geologische und mikropaläontologische Untersuchungen im Juragebiet westlich von Neuburg an der Donau. (= Erlanger geolog. Abhandlungen. Heft 48). Dissertation. 1963.
- Eine Mikrofauna aus der albüberdeckenden Kreide der südlichen Frankenalb. (= Erlanger geolog. Abhandlungen. Heft 53). 1964.
- Foraminiferen-Faunen aus den Neuburger Bankkalken. 1967.
- mit Bruno von Freyberg und Arnold Zeiss: Der Faziesverband im unteren Malm Frankens : Ergebnisse der Stromatometrie. (= Erlanger geolog. Abhandlungen. Heft 62). 1966.
- Der Höhlentiger Panthera tigris spelaea (Goldfuss). In: Neues Jahrbuch für Geologie und Paläontologie. Monatshefte 1966, S. 399–414.
- Neufunde von quartären Großsäugern aus der Moggaster Höhle bei Ebermannstadt (Ofr.). In: Archaeopteryx. 10, 1992, S. 31–49.